# 博利绍耶农村居民点 (克拉斯诺耶区)
博利绍耶农村居民点（俄语：Большовское сельское поселение）是俄罗斯联邦别尔哥罗德州克拉斯诺耶区所属的一个农村居民点。其下辖有7个居民点，行政中心为博利绍耶。据2016年统计，该农村居民点的人口为488人。